# Liu Ou
Pour les articles homonymes, voir Liu.
Dans ce nom chinois, le nom de famille, Liu, précède le nom personnel.
Liu Ou (chinois simplifié : 刘鸥 ; chinois traditionnel : 劉鷗), née le 13 novembre 1986 dans le Guangdong, est une nageuse synchronisée chinoise.

## Carrière
Liu Ou fait partie de l'équipe chinoise médaillée de bronze en ballet aux Jeux olympiques de 2008 à Pékin. Elle remporte aux Jeux olympiques de 2012 la médaille de bronze en duo avec sa partenaire Huang Xuechen et la médaille d'argent en ballet avec Chang Si, Chen Xiaojun, Huang Xuechen, Jiang Tingting, Jiang Wenwen, Luo Xi, Wu Yiwen et Sun Wenyan.